# Servance
Servance är en kommun i departementet Haute-Saône i regionen Bourgogne-Franche-Comté i östra Frankrike. Kommunen ligger i kantonen Mélisey som tillhör arrondissementet Lure. År 2018 hade Servance 738 invånare.

## Befolkningsutveckling
Antalet invånare i kommunen Servance
| Referens: INSEE |